# Coronel Moldes (Salta)
Coronel Moldes (Salta) é um município da província de Salta, na Argentina.